# Marine
Marine – francuska seria komiksowa dla dzieci i młodzieży autorstwa François Corteggianiego i Pierre'a Tranchanda (rysunki), stworzona w 1979 jako Marine fille de pirate (pol. Marine, dziewczynka-piratka) i ukazująca się pierwotnie do 1982 w odcinkach w czasopiśmie Pif Gadget, a następnie wydawana w indywidualnych tomach w latach 1984–1992 nakładem wydawnictw Hachette i Le Lombard. Po polsku w latach 1990–1991 ukazały się dwa pierwsze tomy nakładem wydawnictwa Pegasus.

## Fabuła
Seria, której akcja toczy się w drugiej połowie XVIII w., opowiada o małej sierocie Marinelli, zwanej Marine, która trafia wśród piratów i marynarzy. Zainteresowani nią są dwaj mężczyźni: złowrogi Pająk, chcący odebrać dziewczynce tajemniczy talizman, i rubaszny Tafia, który obiecał zmarłemu ojcu dziewczynki, że się nią zaopiekuje po jego śmierci.

## Tomy
| Tom | Tytuł i rok wydania polskiego | Tytuł i rok wydania oryginalnego   |
| --- | ----------------------------- | ---------------------------------- |
| 1   | Czarna wieża (1990)           | Le serment de la tour noire (1984) |
| 2   | Królowa piratów (1991)        | Cap au large (1985)                |
| 3   |                               | Le Trésor du caïman (1985)         |
| 4   |                               | L'Empereur des singes (1986)       |
| 5   |                               | Les Yeux de Kukulkan (1987)        |
| 6   |                               | Les Lutins de Morleroc (1988)      |
| 7   |                               | Traquenard en Corse (1989)         |
| 8   |                               | La Princesse engloutie (1990)      |
| 9   |                               | Les Demoiselles du Québec (1992)   |